# Lee Moon-sae
Lee Moon-sae (이문세?, 李文世?, I Mun-seLR, I MunseMR; 17 gennaio 1959) è un cantante e conduttore radiofonico sudcoreano.
Considerato una "icona del pop coreano", dal suo debutto nel 1978 ha pubblicato sedici album in studio, tra cui When Love Passes By nel 1987 che, con 2,85 milioni di copie, divenne il disco più venduto nel Paese in quel periodo. È noto anche per aver condotto il programma radiofonico Starry Night su MBC FM dal 1985 al 1996.

## Discografia

### Album in studio
- 1984 – I Am a Happy Man
- 1984 – The Best
- 1985 – I Don't Know Yet
- 1987 – When Loves Passes By
- 1988 – Standing Under the Shade of a Roadside Tree
- 1989 – That Was Me
- 1991 – Old Love
- 1993 – Like and Old Photograph
- 1995 – 95 Stage With Composer Lee Younghun
- 1996 – Dancing Flower
- 1998 – Sometimes
- 1999 – Phew - People, Trees and Rest
- 2001 – Chapter 13
- 2002 – Red Underwear
- 2015 – New Direction
- 2018 – Between Us

## Riconoscimenti
- Golden Disc Award[8]
  - 1986 – Bonsang per I Don't Know Yet
  - 1987 – Album dell'anno per When Loves Passes By
  - 1987 – Bonsang per When Loves Passes By
  - 1988 – Bonsang per Standing Under the Shade of a Roadside Tree
  - 1993 – Bonsang per Like an Old Photograph